# Anubisemonek
Anubisemonek je bio drevni Egipćanin, koji je živio u vrijeme 2. i 3. dinastije.

## Biografija
Anubisemonek je bio pisar i sudac, pripadnik više, aristokratske klase. Oženio je ženu imenom Nebsent, te je s njom bio otac Mečena. Mečen je krenuo stopama svoga oca, te je i sam bio pisar i sudac, a poslije i upravitelj svoje nome. 
Anubisemonek je imao unuke, čija imena nisu poznata. Njegov sin Mečen je postao vrlo važna osoba u državi, te je pokopan uz samog faraona Džozera. 
Anubisemonek je prvi poznati čovjek nazvan po Anubisu, bogu koji vodi mrtve u Duat. 